# CR-Baureihe JF

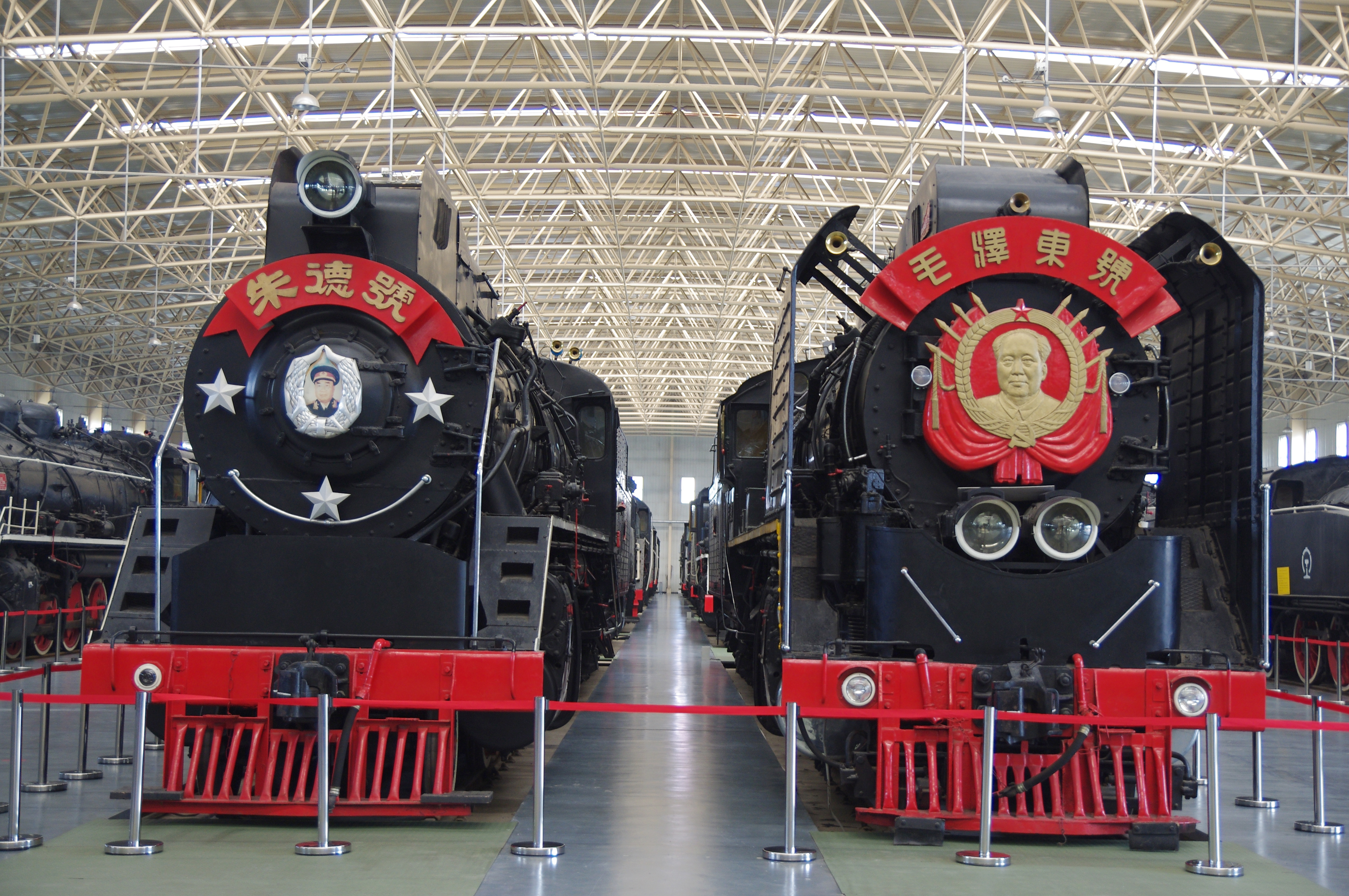
JF1-1191 und JF1-304 im Chinesischen Eisenbahnmuseum

Die Baureihe JF ist eine der ältesten Dampflokbaureihen Chinas, die ab 1918 in mehreren Varianten und in großen Stückzahlen gebaut wurde. Mit über 2500 Maschinen gehört sie auch zu den zahlreichsten Baureihen unter den chinesischen Dampflokomotiven.

## Technische Merkmale
Wie die meisten vor 1949 in China eingesetzten Dampflokomotiven wurde auch die JF größtenteils im Ausland gebaut und anschließend nach China importiert. Zwischen 1918 und 1960 wurden mehr als 2512 Maschinen dieser Baureihe an China geliefert, die in 19 Varianten unterteilt und für die Normalspur ausgelegt waren. Mit über 1855 Maschinen war der Typ JF1 die am stärksten vertretene Variante.
Sie ist eine zweizylindrige Mikado mit der Achsfolge 2-8-2 und der Vorgänger der Baureihen SY und JS. Die JS stammt von dem Standard-Typ JF1 ab. Die SY ist eine Weiterentwicklung der JF6. Zwischen 1918 und 1945 wurde die JF hauptsächlich in Japan gebaut. Nach 1949 wurde sie hauptsächlich in China gebaut. Insgesamt entstammen die Lokomotiven chinesischen, japanischen, britischen, amerikanischen und tschechischen Dampflokwerken. Rechnet man die beiden Baureihen JS und SY mit, wurde die JF über einen Zeitraum von 81 Jahren gebaut. Die Höchstgeschwindigkeit liegt bei 80 km/h. Der Tender fasst, je nach Variante, 9,6 bis 15 Tonnen Kohle und 24 bis 30 m³ Wasser.

## Einsatz und Geschichte
Über 80 Jahre lang war die JF eine praktische Rangierlokomotive, die auch im Güterzugdienst eingesetzt war. Die ersten 25 Lokomotiven wurden von ALCO geliefert und trafen am Ende des Ersten Weltkrieges im Jahr 1918 auf der South Manchuria Railway ein. Sie gehörten dem Typ JF1 an. Im nordöstlichen Schienennetz wurden sie schnell zur Standard-Güterzuglok. Nach dem Ende des Zweiten Weltkrieges, im Jahre 1945, besaß die chinesische Staatsbahn schon über 1.400 Exemplare der Baureihe JF1. Jedoch sind einige Maschinen im Krieg zerstört worden. Aber auch nach dem Krieg wurde die Produktion des Typs JF1 fortgesetzt. Zwischen 1950 und 1960 stellte China eigenständig 455 weitere Maschinen her. Zu den Produzenten gehörten auch die Sifang Works mit 216 gelieferten Maschinen und die Dalian Works mit 187 gelieferten Exemplaren. Ende der 1980er Jahre waren noch ca. 1500 Exemplare im täglichen Einsatz unterwegs. Vor der Fertigung größerer Baureihen ab den 1950er Jahren dürfte die JF das Rückgrat im Schienengüterverkehr in China gebildet haben. Die letzten 14 Maschinen wurden zur Jahrtausendwende aus dem täglichen Dienst genommen. Ihr letztes Einsatzgebiet waren die Industriebahnen. Zum Beispiel das Stahlwerk in Baotou. Der Hauptstreckendienst endete 1996. Stationiert waren die letzten Staatsbahn-Maschinen in Hainan. Die letzten Einsätze an Industriebahnen konnten im Jahr 2004 verzeichnet werden. Zu den letzten aktiven Maschinen gehörten die Loks mit den Nummern 2113, 2182, 2368 und 2369, die in Tongchuan beheimatet und bis ins Jahr 2004 im Einsatz waren. Die JF 2368 aus der gleichen Einsatzstelle war als letzte noch bis März 2005 eingesetzt. Als letzte Maschine überhaupt beendete JF 2446 im März 2007 ihren Dienst. Somit war die Baureihe JF 89 Jahre lang in China im Einsatz gewesen. Manche Lokomotiven, wie die JF 830, erreichten ein Alter von 50 Jahren.